# María Esther Zuno
María Esther Zuno Arce (Guadalajara, Jalisco. 8 de dezembro de 1924 - Cidade do México, 4 de dezembro de 1999)
Foi uma política mexicana, esposa do ex-presidente Luís Echeverría Álvarez. María ficou conhecida por negar-se a usar o título de Primeira-Dama, preferindo ser chamada apenas de "companheira"

## Primeiros Anos
Era filha do ex-governador de Jalisco, José Guadalupe Zuno Hernández, e da dona de casa Carmen Arce.

## Matrimônio
María conheceu Luís Echeverria na casa de seus amigos, Diego Rivera e Frida Kahlo.
Após cinco anos de noivado, contrairam matrimônio em 2 de Janeiro de 1945, quando Luís ainda era estudante de direito.
O futuro presidente José López Portillo, foi testemunha do enlace de seu amigo.
Luís e María foram pais de oito filhos:
Luis Vicente (falecido); María del Carmen; Álvaro (falecido); María Esther, Rodolfo (falecido); Pablo; Benito; Adolfo Echeverría (falecido).

## "Primeira-Dama"
Por ser uma grande defensora da Cultura Mexicana, sempre se recusou a ostententar o título de Primeira-Dama. Acreditava ser algo "plagiado" dos norte-americanos, e pouco necessário a sociedade mexicana.
Durante o período presidencial de seu esposo, foi encarregada de um grande trabalho no âmbito da assistência social. Como presidente do Instituto Mexicano de Proteção a Infância, ampliou consideravelmente seus programas em favor das crianças, destacando-se dentre esse, o oferecimento de refeições a alunos de escolas localizadas em áreas carentes.
Trabalhou também pela independência das mulheres no campo, criando programas que incentivaram a educação de mulheres camponesas, para que assim, pudessem ter participação na solução de problemas de sua família e comunidade.

## Pós Presidência Echeverría e Morte
Após o término do mandato de Luís Echeverría, viveu seus últimos anos como uma dona de casa. Faleceu aos 75 anos de idade, após complicações provenientes do diabetes.